# Aeria
Aeria es un género de mariposas de la tribu Ithomiini, familia Nymphalidae. Fue nombrado por Jacob Hübner en 1816.

## Especies
En orden alfabético:
- Aeria elara (Hewitson, 1855)
- Aeria eurimedia (Cramer, [1777])
- Aeria olena Weymer, 1875